# 馬塞納號戰艦
馬塞納號戰艦（法語：Masséna）是法國海軍所建造的前無畏艦，其艦名來自拿破崙時代帝國元帥安德烈·馬塞納，本艦於1892年9月在羅亞爾阿特利耶和尚提耶造船廠放置龍骨，1895年7月時首次下水，最後在1898年6月正式服役。馬塞納號與查理·馬特號、卡諾號、若雷吉貝里號、布韋號等4艦極為相似，這5艦是法國海軍為了回應英國君權級而建造的，但因設計上由不同的工程師來主導方案，造成每艘艦有些許差異，最後這5艦並未被列入同一船級。如同另外4艘艦，馬塞納號的主要武器由2門305公釐40倍徑1893年型主砲與2門274公釐45倍徑1893年型火砲組成，這4門火砲皆以單裝方式配置在砲塔內。設計人員原預定本艦排水量落在10,835公噸（10,664長噸），然而在建造完成後卻超出預期，導致最高航速降低至17節（31每小時；20英里每小時）；前主砲塔也因配置過於靠近船艏，導致船舶航行穩定性下降，主砲射擊準度降低；而這些缺點顯示本艦在設計上是失敗的。
服役後的馬塞納號戰艦在北方分艦隊（Escadre du Nord）與地中海分艦隊之間交替值勤，並擔任過北方分艦隊的艦隊旗艦。這段期間，法國著名的布列塔尼作曲家讓·克哈斯曾調任至本艦值勤過。當第一次世界大戰於1914年爆發時，馬塞納號已經過於老舊不堪，使得海軍高層決定將本艦報廢處理。法國海軍在1915年將馬塞納號轉為廢船，不過為了確保盟軍能在1916年1月時能在加里波利之戰中順利地撤離遠征部隊，將本艦從土倫拖運至赫勒海角，並於11月9日在該海域鑿沉充當防波堤用。

## 設計
1889年，英國皇家海軍通過《海军防务法案》，並開始建造8艘君權級戰艦，然而這次英國的大規模擴張海軍計畫刺激了法國海軍，導致法國政府在1890年通過海軍建造法案。該法案要求法國海軍需增加共24艘舰队装甲舰（法語：Cuirasses d'escadre），以及其它多艘岸防艦、巡洋艦、魚雷艇等。計畫的第一期預計建造4艘艦隊裝甲艦，這些主力艦根據不同的設計人員建造，但具有相同的基本特徵，包括裝甲、武器、噸位等。法國海軍最高指揮部於1889年12月24日公布新主力艦的基本需求，包括排水量不可超過14,000公噸（14,000長噸；15,000短噸），主要武器由340（13英寸）與270（11英寸）口徑火炮組成，水線裝甲帶厚度需450（18英寸），最高航速則要在17節（31每小時；20英里每小時）左右。副砲需為140（5.5英寸）或160（6.3英寸）口徑，並盡可能地配備更多小口徑火炮。
馬塞納號戰艦雖然是以布倫努斯號戰艦為基礎改進而來，但在主砲配置上並非是原先的全船軸線佈局方式，而是參考馬真塔號鐵甲艦採菱形佈局，將其中2門主砲以單裝方式配置在船舷中間兩側。儘管海軍部門限定排水量可達到14,000公噸（14,000長噸；15,000短噸），但因政治考量，議會拒絕海軍的增加支出提案，導致設計人員最後僅能將排水量限制在12,000公噸（12,000長噸；13,000短噸）左右。5位海軍艦艇設計師向相關部門提交設計案，而馬塞納號的設計師是在海軍建造局擔任監察主任的路易·德布西，而德布西先前曾設計過可畏號鐵甲艦及杜佩·德·洛梅號裝甲巡洋艦。儘管原先的海軍建造法案計畫在第一年僅需建造4艘主力艦，但最後改成訂購5艘艦，這5艘準同型艦分別為查理·馬特號、卡諾號、若雷吉貝里號、馬塞納號、布韋號。
在法國前無畏艦發展史上，本艦為首艘採用3軸推進的主力艦，而在此之前的主力艦皆是採用2軸推進；法國海軍在此之後將3軸推進列入標準規格，至丹东级战列舰為止皆遵循此規格。然而在服役期間，馬塞納號等5艘準同型艦由於經常發生航行穩定性問題，其性能令人差強人意，1890年代晚期法國海軍建造總監白勞易曾稱這些軍艦特別容易傾覆。所有5艘艦都比英國建造的船舶還差，甚至比不上當時英國同時代的威嚴級戰艦。加上這5艘準同型艦在材料設備上缺乏一致性，在後期維修上造成許多困難；另外由於艦上使用多種砲彈的爆炸飛濺狀況難以區分，因此要建造在戰鬥條件下能適合數個口徑的炮台非常困難。造成這麼多的原因主要在建造時期排水量就遭到限制，使得這5艘艦在服役期間遭遇到不少問題，特別是在穩定性與耐海性上面非常明顯。

### 整體特徵與推進系統
馬塞納號艦體垂標間距112.65（369英尺7英寸），舰宽20.27（66英尺6英寸），吃水深度8.84（29英尺0英寸）。其正常排水量在設計時原預定在10,835公噸（10,664長噸），但建造完成時卻超標到11,735公噸（11,550長噸），導致本艦的水線位置比原預定值還要更高，整個水線裝甲帶也完全隱沒在水線下方。為了改善艦體航行時浮力，設計人員特意在本艦船艏部位設計成鼻型艏結構，而這一結構使其與另4艘準同型艦外觀相異；另外本艦的上層建築與另外4艦相比相對較少，這避免讓馬塞納號與4艦一樣被艦體頭重腳輕的問題困擾。其艏艛甲板的高度有一部分降至與船艉主甲板同一水平，另外艦上還裝配2座設有戰鬥桅盤的重型軍用桅杆。出航執勤時，艦上預計可容納667名乘員。
本艦的推進系統採用3組三脹式蒸汽機，每組蒸汽機驅動一船軸，整組推進系統的動力由24台拉格斐尔·德阿斯特（Lagrafel d'Allest）式水管鍋爐提供，這些鍋爐的廢氣經由導管連接至2座大型煙囪排放出去。整體系統共可輸出14,200匹公制馬力（14,000匹指示馬力），預計可讓本艦最高航速落在18節（33每小時；21英里每小時）；但因實際排水量超出原本設計值，導致實際最高航速僅有17節（31每小時；20英里每小時）。在出航值勤時，為了維持其經濟效應，僅有運作三分之二數量的鍋爐，此時推進系統輸出9,650匹指示馬力（7,200千瓦特），航速約落在15.49節（28.69每小時；17.83英里每小時）。本艦出航時預計可攜帶650公噸（640長噸；720短噸）的燃煤，但若將額外的空間騰出使用，可將燃煤攜帶量增加至800公噸（790長噸；880短噸）。

### 武器配備與裝甲
馬塞納號戰艦的主要武器包括2門305公釐40倍徑1893年型主砲與2門274公釐45倍徑1893年型火砲。2門305（12.0英寸）口徑主砲以單裝方式分別配置在船艏與船艉處，砲塔射界可達250度。然而在前砲塔配置上，305（12.0英寸）口徑主砲塔體積較大，位置又過於靠近船艏，導致船舶航行穩定性下降，主砲射擊準度也跟著降低。2門274（10.8英寸）口徑火砲同樣以單裝方式配置在砲塔內，2座砲塔位置分別在船舯處左右兩側船舷內傾的突出座上。305（12.0英寸）口徑主砲長度40倍徑，其槍口初速為800每秒（2,625英尺每秒），並提供30,750尺噸的槍口動能，確保砲彈能在1,800（2,000碼）射程內穿透610（24英寸）厚的裝甲板；這主砲性能足以讓馬塞納號能夠輕鬆地擊穿當時大多數戰艦的裝甲帶。274（10.8英寸）口徑火砲長45倍徑，其槍口初速略低於305（12.0英寸）口徑主砲，槍口動能為22,750尺噸，可讓砲彈穿透460（18英寸）厚的裝甲板。
艦上的次要武器包括8門138公釐45倍徑1891年型火砲，所有火炮配置在單裝砲塔內，這些砲塔必須手動操作，位在上層建築的角落區，其射界可達160度。為了加強反魚雷艇能力，艦上另配有8門100公釐口徑1891年型火砲、12門哈其開斯3磅艦炮、以及5門QF1磅砰砰炮。艦身部位還加裝4組450（18英寸）口徑魚雷管，其中2組安裝在艦體水面下區域，另外2組以可迴轉固定的方式裝設在甲板上。
本艦的裝甲防護採用克魯佐製造的哈維裝甲，其主裝甲帶圍繞船體達110（360英尺）長，裝甲厚度在250至450（9.8至17.7英寸）之間，而寬度約23（0.91英寸），至船艉處時厚度僅100（3.9英寸）。主裝甲帶上方連接一101（4.0英寸）厚的側面裝甲；側面則與240（9.4英寸）厚的水密艙壁相鄰。主砲塔區域裝甲厚度在350至400（14至16英寸）之間，副砲塔側面裝甲厚度為99（3.9英寸）。主裝甲甲板厚度為69（2.7英寸） ，下方防彈甲板厚度則是38（1.5英寸），司令塔的側面則以350（14英寸）厚的裝甲保護。

## 服役歷程

### 第一次世界大戰前

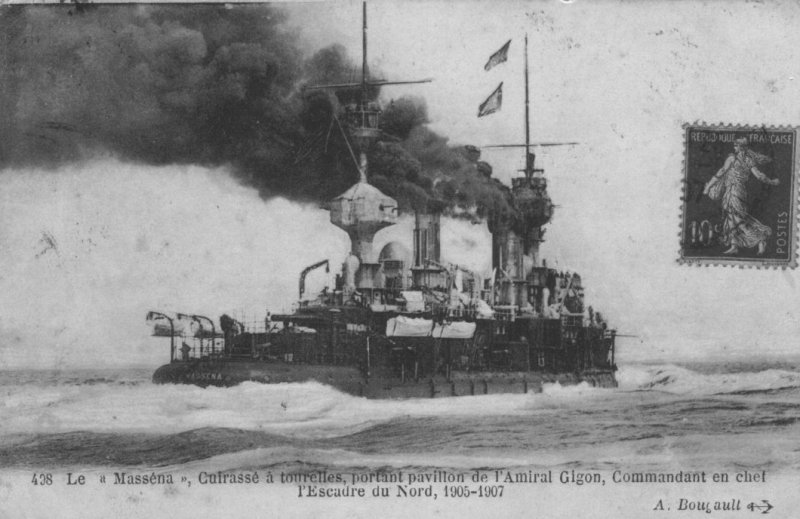
一張印有馬塞納號戰艦的明信片。

馬塞納號戰艦的艦名來自前法國拿破崙時代帝國元帥安德烈·馬塞納，本艦於1892年9月在羅亞爾阿特利耶和尚提耶造船廠放置龍骨，1895年7月時首次下水，最後在1898年6月正式服役。在整個服役初期，馬塞納號主要的任務幾乎是例行訓練，這些訓練包括砲兵訓練、與魚雷艇及潛艇的聯合演習，以及練習攻擊沿海防禦工事等。法國海軍在本艦服役後將其分派至北方分艦隊（Escadre du Nord），並立刻在1898年7月參與海上演習。馬塞納號在這場演習中被指定為艦隊旗艦，並升起海軍少將皮埃爾·弗朗索瓦·馬利·梅納德的專屬旗幟。整個年度演習橫跨1898年6月；緊接著在1898年7月時，北方分艦隊與地中海分艦隊一同進行艦隊聯合演習。
1900年，當4名維修人員在艦上維修時，由於拆卸管道的速度過快，導致管道內的蒸汽迅速散逸，結果這4名維修人員嚴重燙傷。1900年6月至7月間，馬塞納號除仍繼續擔任梅納德的旗艦外，其所屬的北方分艦隊與地中海分艦隊會合，並進行多次聯合演習。北方分艦隊最初在布雷斯特開始進行演習行動，研習內容包括模擬封鎖布雷斯特港口，以及對在基貝龍附近的貝勒島進行模擬攻擊。自7月初時，北方分艦隊南下與地中海分艦隊在葡萄牙里斯本外海會合，接著於7月9日北上返回布雷斯特。2天過後，馬塞納隨艦隊演習佯攻瑟堡，接著於1900年7月19日在當地參與由法國總統埃米勒·盧貝舉行的海軍閱兵典禮，整場聯合演習行動在此正式結束。
1903年起，法國海軍將馬塞納號轉調至地中海分艦隊後備總隊，與布倫努斯號等數艘前無畏艦在同一總隊中。1903年8月18日，馬塞納號自長島離開，與即將服役的蘇弗朗號戰艦一同參與火砲射擊試驗。工作人員為了測試裝甲板對大口徑砲彈的抵抗能力，將一片厚55（21.7英寸），尺寸為225乘95（7英尺5英寸乘3英尺1英寸）的低碳鋼板安裝在蘇弗朗號前砲塔側面。馬塞納號在航行中與蘇弗朗號保持100（330英尺）的距離，並瞄準裝甲板發射數枚305（12英寸）口徑砲彈。前3發是訓練砲彈，在命中裝甲板後僅造成些許破碎。最後2發砲彈在加滿火藥後朝裝甲板射擊，最終把裝甲板炸開，但是蘇弗朗號的砲塔仍能運作，砲塔內的日耳曼電氣火控系統以及放置在砲塔內用來測試的6隻羊皆沒有受到傷害。裝甲板炸裂產生的碎片四處飛散，其中一塊擊中本艦裝甲帶上方，在該處造成一個15（5.9英寸）大小的破洞；另一塊碎片則落在海軍部長卡米爾·佩勒坦所站位置幾公尺處遠的地方，當時佩勒坦正在觀察測試過程，差點被這些鋼板碎片砸中。
在後備總隊期間，馬塞納號一直維持在可武裝最低限度狀態內，艦上的船員數量也一直維持在最低限度內，確保在發動軍事動員時能迅速將本艦投入使用，或是當一線主力艦在大修期間能迅速頂替之。1906年9月，法國著名的布列塔尼作曲家讓·克哈斯轉調至本艦值勤。1908年1月13日，馬塞納號加入地中海巡航艦隊，與共和號、祖國號、高盧人號、查理曼號、聖路易號、若雷吉貝里號等戰艦一同在地中海巡航，該艦隊首先前往胡安灣，然後到濱海自由城停留1個月左右的時間。1911年9月4日，本艦於參加由法國總統阿爾芒·法利埃在土倫舉行的海軍閱兵典禮。 1912年4月，馬塞納號與三艘查理曼級戰艦、布韋號、若雷吉貝里號一同歸類至第3戰艦總隊。在這段期間，本艦被指定為艦隊旗艦。接著在1912年10月16日時，法國海軍動員馬塞納號、高盧人號、聖路易號、卡諾號、布韋號、若雷吉貝里號等艦，這些軍艦被納入地中海艦隊第3分艦隊，並開始執行在地中海海域的訓練任務，查理曼號隨後也在1913年7月加入艦隊。不過第3總隊後來於1913年11月11日解散，而馬塞納號也在同時期轉回後備狀態。 到1913年底後，海軍高層準備將其退役。由於與馬塞納號同時期建造的4艘戰艦過於老舊，並且服役時間已超過15年，法國海軍部長歐內斯特·莫尼斯在1914年初時決定先將卡諾號報廢，其餘準同型艦也將在這之後陸續報廢。

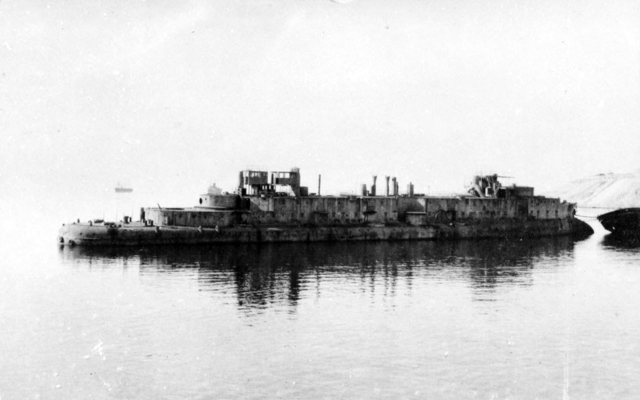
1915年，馬塞納號戰艦在加里波利半島作為防波堤而被鑿沉。

### 第一次世界大戰期間
儘管第一次世界大戰於1914年爆發，但因為馬塞納號過於老舊，法國海軍不願調遣本艦加入戰鬥序列，仍於1915年將其轉為廢船。此時協約國陣營在同年年初策劃向鄂圖曼帝國發動戰爭，預計於加里波利半島與鄂圖曼軍隊進行一場決定性戰役，最終目標是佔領鄂圖曼首都君士坦丁堡。此舉不但可迅速逼迫鄂圖曼帝國退出戰爭，還可確保達達尼爾海峽的海上運輸線，讓俄羅斯帝國可經由此航線獲得補給。
考慮到馬塞納號過於老舊，法國海軍並沒有指派本艦參與接下來的加里波利之戰，而聯軍在這場戰役中也受到鄂圖曼軍隊的頑強抵抗，登陸加里波利半島的陸軍在1915年底時仍毫無進展。最後因傷亡過大，聯軍高層決定將部隊撤離。此時聯軍人員認為能將一些舊戰艦在此處鑿沉，充當防波堤用，因而在1915年底將馬塞納號從土倫拖運至赫勒海角，並於11月9日在該海域鑿沉，以便能保護盟軍在1916年1月時能順利地撤離遠征部隊。